# Anschlagsserie in Bagdad am 22. Dezember 2011
Bei der Anschlagsserie in Bagdad am 22. Dezember 2011 handelt es sich um eine Reihe von Bombenanschlägen auf zivile Ziele in Bagdad. Dabei kamen offiziell 69 Menschen ums Leben und mehr als 169 wurden verletzt.
Zu den Anschlägen bekannte sich der irakische Zweig der al-Qaida, die „Organisation Islamischer Staat Irak“.
Die Anschläge waren die umfangreichsten im Irak seit der Anschlagsserie im August 2011 und erregten, auch weil sie vier Tage nach der offiziellen Beendigung der Besetzung des Irak seit 2003 stattfanden, internationales Aufsehen.

## Hintergrund
Nach der Beendigung der Besetzung des Irak seit 2003 brach in der irakischen Regierung eine Krise aus. So erließ Premierminister Nuri al-Maliki einen Haftbefehl gegen Vizepräsident Tarik al-Haschimi wegen Terrorismus und drängte auf eine Entlassung von Salih al-Mutlak. Beide sind prominente Mitglieder der Irakischen Nationalbewegung die daraufhin den Repräsentantenrat boykottierten.

## Verlauf und Ziele
Am Morgen des 22. Dezember 2011 zwischen 6.30 und 8.30 Uhr explodierten in Bagdad vier Autobomben und zehn Unkonventionelle Spreng- und Brandvorrichtungen.
Bei allen Zielen handelte es sich um zivile Einrichtungen. Darunter befanden sich ein Kino, ein Krankenhaus, Schulen, Kindergärten, Sammelstellen von Tagelöhnern und die Antikorruptionsbehörde.
Diese befanden sich in elf verschiedenen Stadtteilen von Bagdad. Die meisten der Viertel werden mehrheitlich von Schiiten bewohnt. Konkret waren unter Anderen die Stadtteile Karrada, Al-Wasirija, Al-Schaab und Al-Alwija betroffen.
Nach den Anschlägen blieben die meisten Geschäfte in Bagdad geschlossen. Die üblicherweise von Stau geprägten Straßen waren größtenteils menschenleer.
Karrada - Antikorruptionsbehörde und Krankenhaus :
Bei dem Angriff auf die Antikorruptionsbehörde im Stadtteil Karrada starben zwölf Menschen und 35 wurden verletzt. Ein von Nonnen betriebenes Krankenhaus auf der gegenüberliegenden Straßenseite wurde dabei schwer getroffen.
Es explodierte erst eine Autobombe und kurze Zeit später der Gürtel eines Selbstmordattentäters.
Späteren Berichten zufolge explodierten in Karrada insgesamt drei Autobomben.
Augenzeugen zufolge fuhr der Attentäter einen Rettungswagen. Bei der Attacke in Karrada starben mindestens 25 Menschen, und über 62 wurden verletzt.
Die Bomben hinterließen einen mehrere Meter großen Krater. Ein nahe gelegenes Appartementgebäude wurde durch die Wucht der Explosion auseinandergerissen.
 Busbahnhof :
Ein Anschlag traf einen Busbahnhof im Zentrum Bagdads. Dieser wird von vielen Arbeitern frequentiert.
 Kino :
Zwei Sprengsätze explodierten nahe einem Kino.
 Al-Amal :
Im Stadtteil Al-Amal starben, laut Aussage der Sicherheitskräfte, sieben Menschen.
 Halawi-Bezirk :
Im Halawi-Bezirk explodierten zwei Sprengsätze am Straßenrand.

## Reaktionen und Ermittlungen

### Im Irak
Iyad Allawi, Anführer der Irakischen Nationalbewegung, gab der irakischen Regierung die Schuld an den Anschlägen. Er sagte, die Gewalt werde weitergehen, solange Gruppen vom politischen Prozess ausgeschlossen werden.
Vizepräsident Tariq al-Haschimi bezichtigte zwei Tage nach den Taten die irakische Regierung und die Sicherheitskräfte der Mittäterschaft. Es sei nicht möglich, Anschläge dieser Größenordnung ohne deren Duldung durchzuführen.
Zu den Anschlägen bekannte sich der irakische Zweig der al-Qaida, die „Organisation Islamischer Staat im Irak“. Laut der Verlautbarung im Internet sollten sie den in Gefängnissen sitzenden Sunniten helfen und ein Gedenken an die  Hingerichteten darstellen. In der Verlautbarung kritisiert die Gruppe laut der Nachrichtenagentur Sumaria News, die irakische Regierung.

### International
Jay Carney, Pressesprecher des Weißen Hauses, sagte, dass die Attentäter nur auf Mord und Hass aus seien und ansonsten keine Agenda verfolgten. Versuche, den Übergang zu stören, seien zum Scheitern verurteilt.
US-Vizepräsident Joe Biden führte mit dem irakischen Präsidenten Dschalal Talabani eine Telefonkonferenz zu der Anschlagsserie.
Der deutsche Außenminister Guido Westerwelle verurteilte die Anschläge und betonte, dass es terroristischen Kräften nicht gelingen darf, den Wiederaufbauprozess aufzuhalten. Außerdem rief er die politischen Kräfte im Irak zur Zusammenarbeit auf.
Martin Kobler, Sonderbeauftragter der Vereinten Nationen und Leiter der Unterstützungsmission der Vereinten Nationen im Irak, verurteilte die Anschläge scharf und ermahnte die irakische Regierung, ihrer Verantwortung nachzukommen.